# Notopleura hypolaevis
Notopleura hypolaevis är en måreväxtart som beskrevs av Charlotte M. Taylor. Notopleura hypolaevis ingår i släktet Notopleura och familjen måreväxter. Inga underarter finns listade i Catalogue of Life.